# 多爾德大酒店

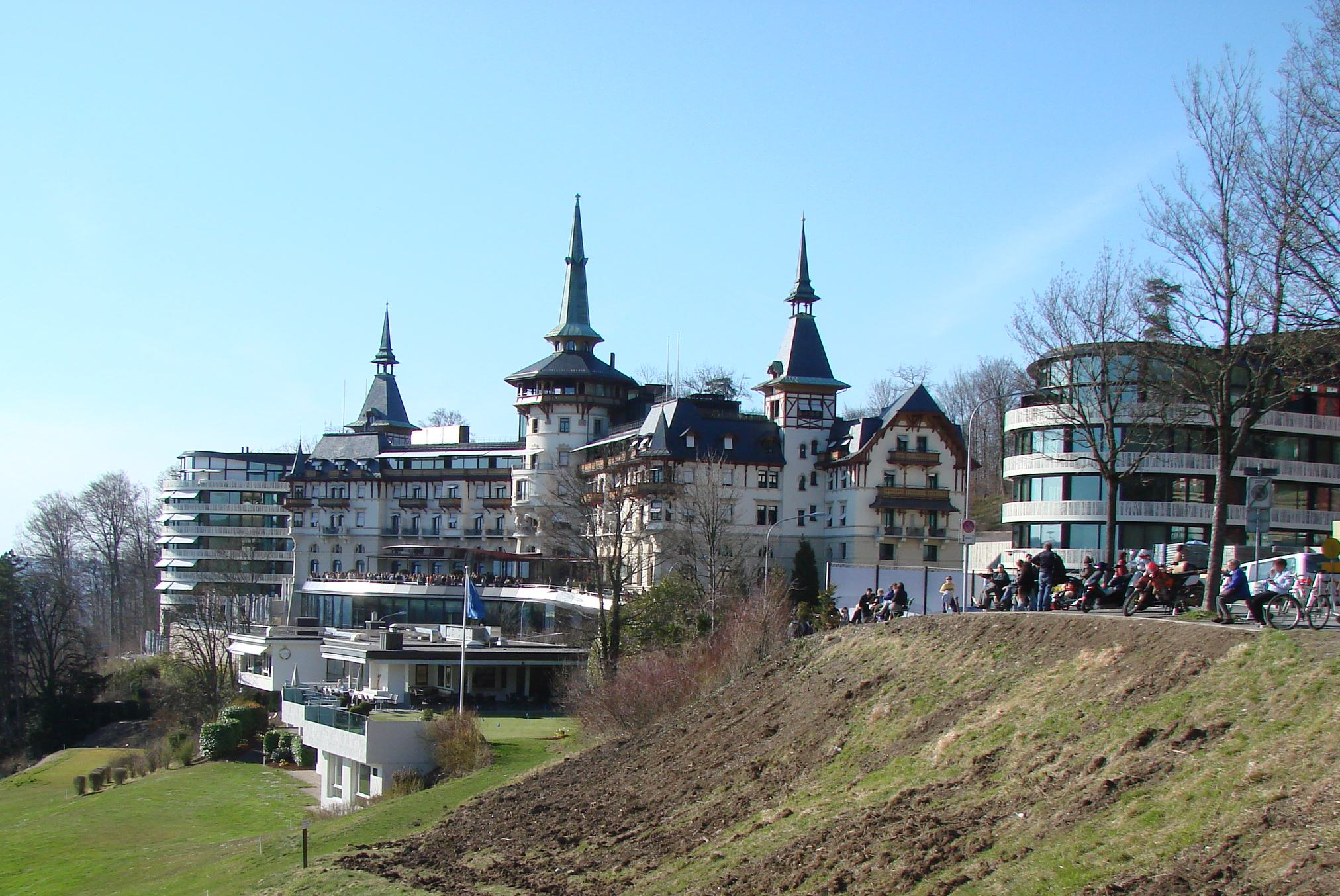
多爾德大酒店

多爾德大酒店（Dolder Grand）是瑞士城市蘇黎士的一座五星級酒店，修建於1899年。這座酒店的總樓板面積達40,000平方（430,000平方英尺），有173個客房。

## 外部連結
- The Hotel Homepage （页面存档备份，存于）
- The Homepage of the owner, The Dolder Resort （页面存档备份，存于）

47°22′22″N 8°34′24″E / 47.3728°N 8.5732°E